# Judit Polgár
Dans le nom hongrois Polgár Judit, le nom de famille précède le prénom, mais cet article utilise l’ordre habituel en français Judit Polgár, où le prénom précède le nom.
Judit Polgár, en hongrois : Polgár Judit, née le 23 juillet 1976 à Budapest (République populaire de Hongrie), est une joueuse d'échecs hongroise.
Jeune prodige des échecs, elle obtient en décembre 1991 la dernière norme pour le titre de grand maître international — à moins de quinze ans et cinq mois — et devient la première personne à battre le record de précocité de l'Américain Bobby Fischer, qu'il détenait depuis plus de 33 ans. Son titre de grand maître lui est décerné officiellement par la Fédération internationale des échecs au début de 1992.
Meilleure joueuse de la fin du XXe siècle et du début du XXIe siècle avec une très confortable avance, Judit Polgár a été parfois surnommée « La Reine des Échecs ». Du fait de son haut niveau de jeu, elle ne participait plus aux compétitions réservées aux femmes mais affrontait directement l'élite masculine mondiale dans les compétitions mixtes. Elle est, à ce titre, considérée comme la meilleure joueuse d'échecs de tous les temps.
Le 13 août 2014, dans une interview au Times, elle annonce sa retraite des tournois internationaux mais elle continue d’œuvrer comme entraîneuse de l'équipe de Hongrie. Depuis le 1er septembre 2015, Judit Polgár n'est plus classée parmi les joueurs actifs. Son meilleur classement par la fédération internationale a été huitième mondial avec 2 735 points aux classements de juillet et d'octobre 2005.

## Biographie et carrière

### Débuts aux échecs

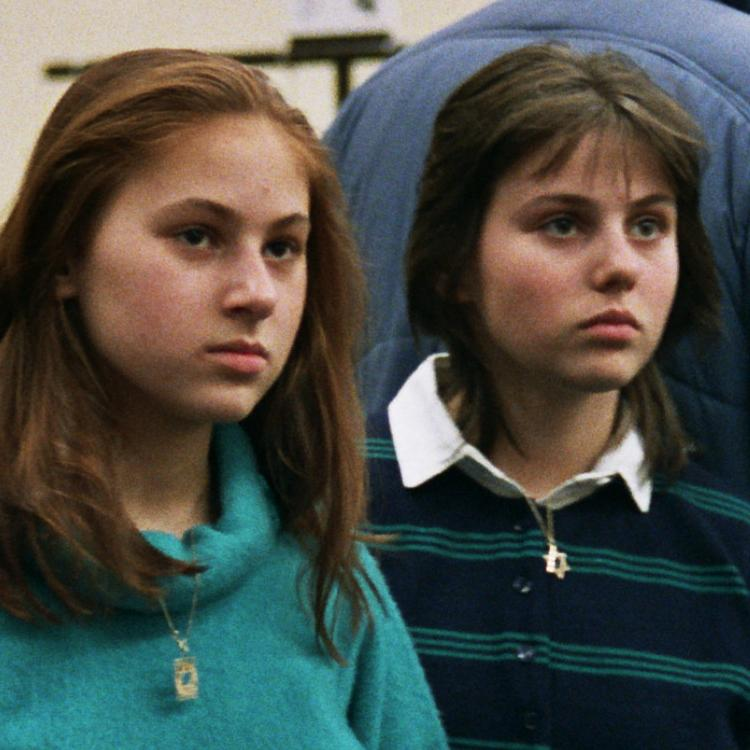
Judit Polgár et sa sœur Zsófia lors de l'Olympiade d'échecs de 1988 organisée à Thessalonique.

Judit Polgár est la fille de László Polgár et la sœur benjamine de Susan et de Sofia, deux autres championnes d'échecs.
Elle est initiée très tôt aux échecs par son père, qui entend démontrer avec ses filles que le génie n'est pas inné et que l'on peut atteindre l'excellence par l'entraînement dans n'importe quel domaine particulier.

### Premiers succès
En 1988, alors qu'elle est championne du monde mixte des moins de 12 ans, elle forme l'équipe hongroise féminine à l'Olympiade d'échecs de Thessalonique avec ses deux sœurs et Ildiko Madl, l'équipe remporte le titre devant l'URSS qui avait dominé les épreuves précédentes. Elles renouvellent l'exploit en 1990 à l'Olympiade d'échecs de Novi Sad.
En janvier 1989, son classement Elo est de 2 555, soit le classement d'un grand maître international, la plaçant 55e joueur mondial. Elle remporte le championnat mixte des moins de 14 ans en 1990 à Fond du Lac.

### Grand maître international à quinze ans

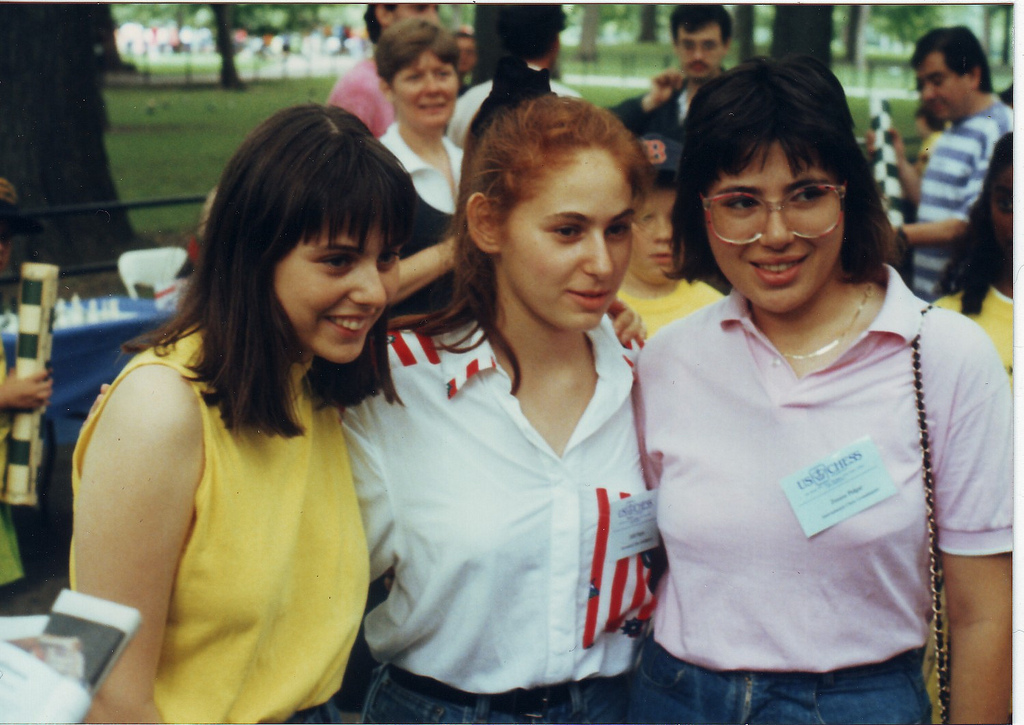
Les sœurs Polgár en 1988 (Judit est au centre).

Judit Polgár obtient la dernière norme pour le titre de grand maître international en décembre 1991, à Budapest, en remportant le championnat de Hongrie d'échecs à 15 ans et presque cinq mois. Elle devient grand maître international quelques mois après sa sœur Susan, et bat le record de précocité auparavant détenu par Bobby Fischer depuis 1958 (il fut grand maître à 15 ans et 6 mois en 1958),.

### Matchs
En février 1993, à Budapest, elle bat en match exhibition l'ancien champion du monde Boris Spassky 5,5-4,5. En 1995, elle gagne un match contre le joueur néerlandais Jeroen Piket 6-2.
En 1998, Judit Polgár remporte un match d'échecs rapides (Active Chess, trente minutes pour toute la partie) en huit parties contre le champion du monde Anatoli Karpov avec deux parties gagnées et six parties nulles.
En août 2003, elle dispute un match rapide à Mayence contre l'ancien champion du monde Viswanathan Anand qu'elle perd 3 à 5.
En 2007, elle est qualifiée par son classement Elo pour disputer les matchs des candidats pour déterminer les joueurs qui disputeront le championnat du monde d'échecs 2007. Elle perd dès le premier tour son match (au meilleur des six parties) contre Ievgueni Bareïev (2,5 à 3,5).

### Victoires dans les tournois internationaux
En 1990, elle remporte le tournoi open d'Amsterdam (OHRA), ex æquo avec Vladimir Toukmakov.
En janvier 1993, elle remporte le tournoi de Hastings (1992-1993), ex æquo avec Bareïev.
Elle termine première au tournoi de Madrid (catégorie 16) en 1994, avec 7 points sur 9 et une performance Elo de 2 778 points.
Elle remporte encore :
- le tournoi de León (catégorie 17) en 1996 ;
- l'US Open (championnat open des États-Unis) en 1998 ;
- cinq fois le tournoi de Hoogeveen (tournoi VAM, puis Essent) : en 1998 (avec 5 points sur 6), 1999 (ex æquo avec Jan Timman), 2001 (ex æquo avec Van Wely), 2003 (devant Iv. Sokolov, Aronian et Karpov) et 2006 (catégorie 20, avec 4,5 points sur 6, ex æquo avec Mamedyarov)[5] ;
- le Japfa Classic en avril 2000 à Bali (catégorie 16), avec 6,5 points sur 9, devant Anatoli Karpov[5] ;
- le tournoi de Malmö en mai 2000 (tournoi Sigeman & Co) ;
- le mémorial Najdorf à Buenos Aires en septembre 2000, devant Bologan, Short et Karpov[6] ;
- le tournoi rapide de Benidorm (Hotel Bali Superstars) en 2002, ex æquo avec Ponomariov et 8 points sur 11), battant Ponomariov lors du départage pour la première place[7]
- le tournoi UNAM Quadrangular (tournoi à quatre rapide) à Mexico en 2010 (elle bat Ivantchouk en demi-finale et Veselin Topalov lors de la finale)[8].

En 2001, elle partage la deuxième et dernière place ex æquo avec quatre autres joueurs au tournoi de Linares, derrière le vainqueur Garry Kasparov (le tournoi n'avait que six participants).

### Compétitions avec l'équipe mixte de Hongrie
À l'Olympiade de 2000, elle obtient le score de 10 points sur 13 au troisième échiquier, et réalise la sixième meilleure performance Elo de la compétition et le 18e meilleur pourcentage du tournoi mixte. Lors de l'Olympiade d'échecs de 2002, elle remporte la médaille d'argent individuelle au deuxième échiquier et la médaille de bronze par équipe avec la Hongrie.
Lors du championnat d'Europe d'échecs des nations de 1999, elle remporte la médaille d'argent par équipe et la médaille d'argent individuelle au deuxième échiquier.

### Accession au top 10 mondial

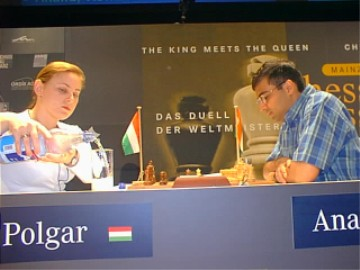
Face à Viswanathan Anand en 2003.

En janvier 1996, son classement par la FIDE de 2 675 points Elo en fait le 10e joueur mondial, et la seule femme à être jamais entrée parmi les dix meilleurs,.
Elle reste à ce niveau durant les huit années suivantes : elle termine deuxième et invaincue au prestigieux tournoi de Wijk aan Zee 2003 aux Pays-Bas, un demi-point derrière l'Indien Viswanathan Anand et un point devant le champion du monde classique Vladimir Kramnik.  Au classement d'avril 2003, son classement Elo de 2 715 la place à nouveau au dixième rang mondial.

### Coupes et championnats du monde
| Année | Lieu                                  | Résultat                                                              | Ultime adversaire                                                     | Adversaires battus                                                             |
| ----- | ------------------------------------- | --------------------------------------------------------------------- | --------------------------------------------------------------------- | ------------------------------------------------------------------------------ |
| 1993  | Bienne                                | 20e du tournoi interzonal de Bienne, avec 7,5 points sur 13.          | 20e du tournoi interzonal de Bienne, avec 7,5 points sur 13.          | 20e du tournoi interzonal de Bienne, avec 7,5 points sur 13.                   |
| 1993  | Groningue                             | 17e du tournoi de sélection PCA de Groningue, avec 6,5 points sur 11. | 17e du tournoi de sélection PCA de Groningue, avec 6,5 points sur 11. | 17e du tournoi de sélection PCA de Groningue, avec 6,5 points sur 11.          |
| 1997  | Groningue (championnat du monde FIDE) | deuxième tour                                                         | Zoltán Almási                                                         |                                                                                |
| 1999  | Las Vegas (championnat du monde FIDE) | quart de finale                                                       | Aleksandr Khalifman                                                   | Peter Heine Nielsen, Jordi Magem Badals Vadim Zviaguintsev                     |
| 2001  | Moscou (championnat du monde FIDE)    | deuxième tour                                                         | Vadim Milov                                                           | Mohammed Al-Modiahki                                                           |
| 2005  | San Luis (championnat du monde FIDE)  | huitième (huit participants)                                          |                                                                       | Rustam Qosimjonov                                                              |
| 2007  | Elista (matchs des candidats)         | premier tour                                                          | Evgueni Bareïev (match perdu 2,5 à 3,5)                               |                                                                                |
| 2009  | Khanty-Mansiïsk (coupe du monde)      | troisième tour                                                        | Boris Guelfand                                                        | Duško Pavasovič, Liviu-Dieter Nisipeanu                                        |
| 2011  | Khanty-Mansiïsk (coupe du monde)      | quart de finale                                                       | Peter Svidler                                                         | Fidel Corrales Jiménez, Sergei Movsessian Sergueï Kariakine, Leinier Domínguez |
| 2013  | Tromsø (coupe du monde)               | deuxième tour                                                         | Maxime Vachier-Lagrave                                                | Isan Reynaldo Ortiz Suárez                                                     |

### Vie de famille (2004-2006)
Judit Polgár est mariée à un vétérinaire hongrois, Gustav Fonts. Elle donne naissance à son fils, Olivér, en août 2004 et sa fille, Hanna, en juillet 2006. Durant cette période, à partir de 2004, elle se retire temporairement de la compétition. Sa sœur, Susan Polgar, la remplace alors à la première place au classement féminin de 2005.

### Retour à la compétition

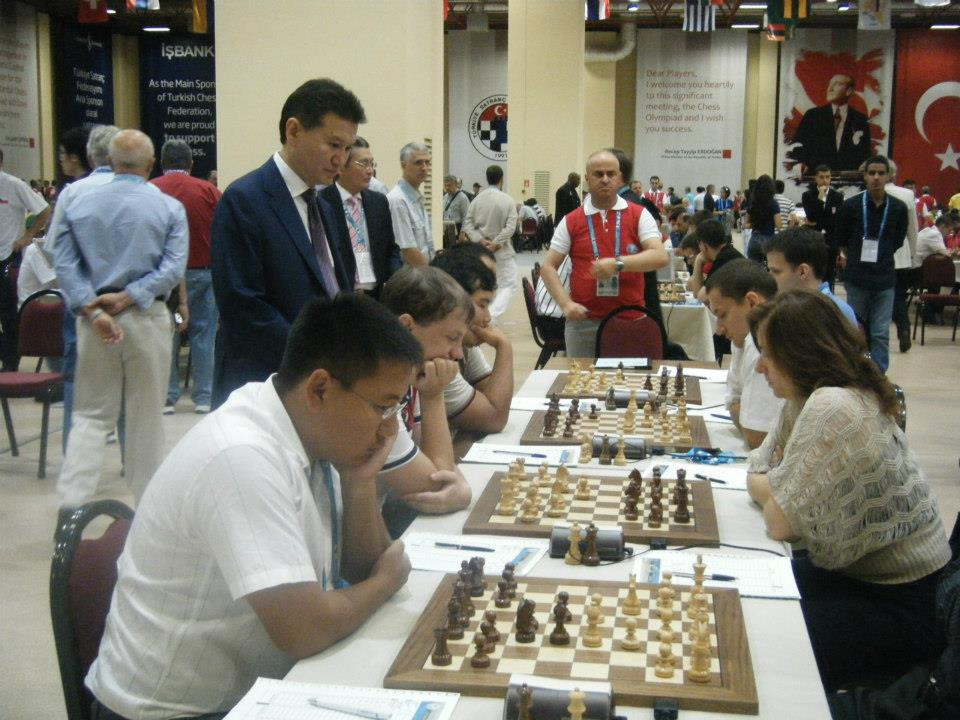
Judit Polgar (à dr.) lors de l'Olympiade d'échecs de 2012 organisée à Istanbul. Le président de la FIDE, Kirsan Ilyumzhinov (debout à g.), visite les joueurs.

Après un an de retrait des compétitions (en 2004), Judit Polgár participe au tournoi de Wijk aan Zee en janvier 2005, finissant ex æquo à la quatrième place avec 7 points sur 13. Elle termine troisième dans un très fort tournoi à deux tours à Sofia en Bulgarie, ex æquo avec Ruslan Ponomariov, derrière Viswanathan Anand et Veselin Topalov, mais devant Michael Adams et Vladimir Kramnik.
Grâce à ces performances, elle  atteint le meilleur classement Elo de sa carrière avec 2 735 points en juillet 2005. Elle occupe la huitième place mondiale aux classements mondiaux de juillet 2004, puis d'avril, juillet et octobre 2005.
Au championnat du monde 2005, disputé au Mexique, elle joue éloignée de sa famille restée en Europe et elle finit à la huitième et dernière place, avec 4,5 points sur 14, probablement affaiblie par son éloignement prolongé de la compétition et sa courte préparation pour le tournoi.
En avril 2011, elle termine troisième au championnat d'Europe individuel à Aix-les-Bains.

### Retraite échiquéenne
Le 13 août 2014, dans une interview au Times, elle annonce prendre sa retraite échiquéenne. Elle arrête la compétition après l'olympiade d'échecs de 2014.
Depuis 2018, elle commente en direct les parties de grands tournois, comme le tournoi des candidats et le championnat du monde d'échecs.

## La meilleure joueuse mondiale

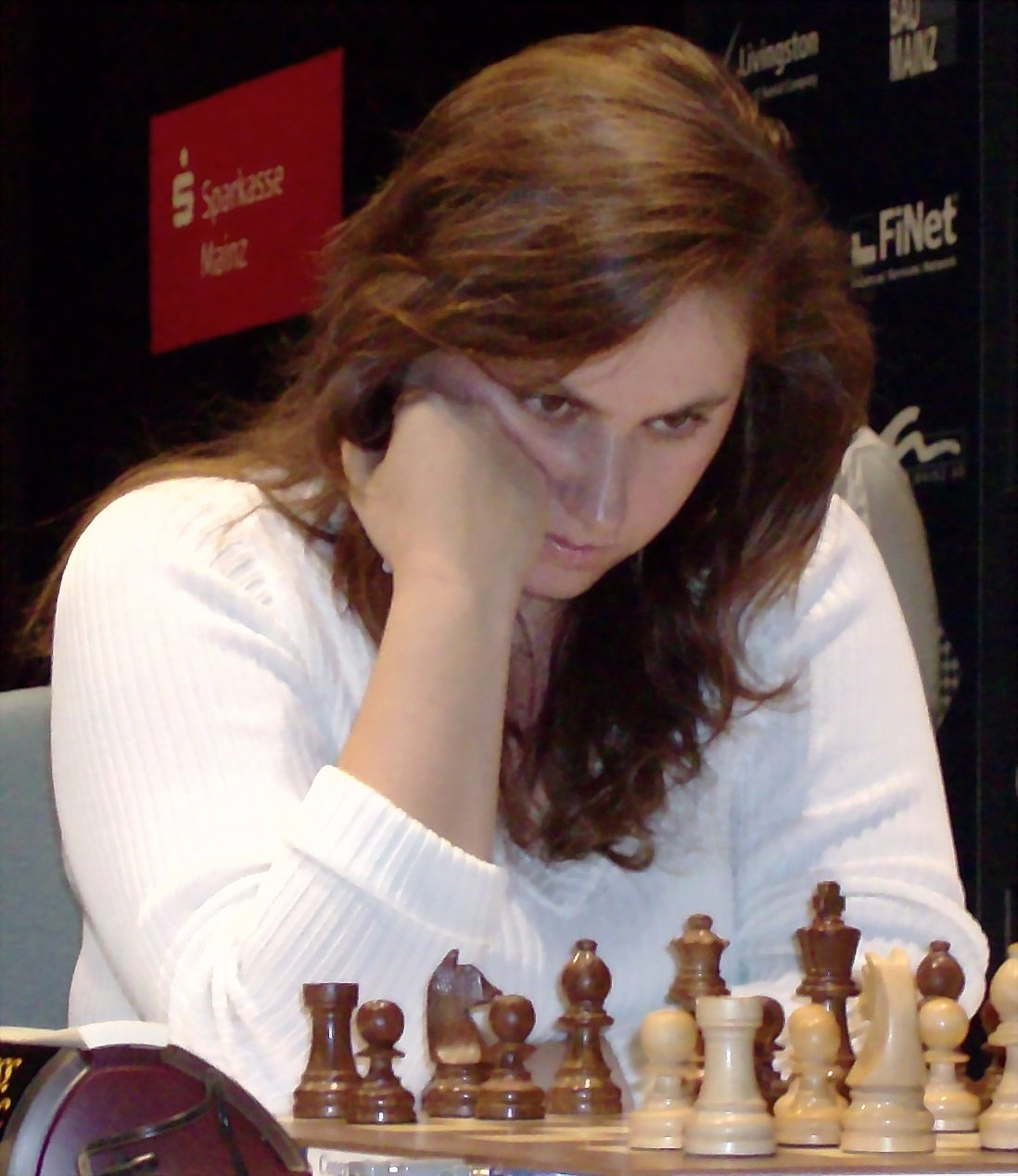
Judit Polgar en 2008.

### Une joueuse au-dessus des autres
Judit Polgár est la meilleure joueuse mondiale de la fin du XXe siècle et est généralement considérée comme la meilleure joueuse de tous les temps,,,,,,,,,,,,.
Pourtant, elle n'a jamais participé au championnat du monde d'échecs féminin contrairement à ses sœurs dont l'aînée, Susan, fut championne du monde d'échecs féminin de 1996 à 1999, alors que Judit était déjà la première femme du classement FIDE. Du fait de son haut niveau de jeu, elle ne participait plus aux compétitions réservées aux femmes mais affrontait directement l'élite masculine mondiale dans les compétitions mixtes.
Elle a rarement joué dans des compétitions féminines : « Je dis toujours que les femmes devraient être suffisamment confiantes dans le fait qu'elles jouent aussi bien que les hommes, à la seule condition qu'elles soient prêtes à autant travailler et à prendre cela aussi sérieusement que les joueurs masculins ».
Au vu de sa différence de niveau avec les autres joueuses, dans les tournois auxquels elle participa elle se trouva donc très souvent à être la seule femme en lice.

### Une partie remarquable (victoire sur Kasparov)
|   | a | b | c | d | e | f | g | h |   |
| 8 | Roi noir sur case blanche c8 · Pion noir sur case noire a7 · Tour blanche sur case blanche b7 · Tour blanche sur case blanche d7 · Pion noir sur case noire g7 · Pion noir sur case noire b6 · Pion noir sur case noire c5 · Tour noire sur case blanche f5 · Pion blanc sur case blanche c4 · Roi blanc sur case noire e3 · Pion blanc sur case blanche a2 · Pion blanc sur case noire b2 · Pion blanc sur case noire f2 · Tour noire sur case noire h2 | Roi noir sur case blanche c8 · Pion noir sur case noire a7 · Tour blanche sur case blanche b7 · Tour blanche sur case blanche d7 · Pion noir sur case noire g7 · Pion noir sur case noire b6 · Pion noir sur case noire c5 · Tour noire sur case blanche f5 · Pion blanc sur case blanche c4 · Roi blanc sur case noire e3 · Pion blanc sur case blanche a2 · Pion blanc sur case noire b2 · Pion blanc sur case noire f2 · Tour noire sur case noire h2 | Roi noir sur case blanche c8 · Pion noir sur case noire a7 · Tour blanche sur case blanche b7 · Tour blanche sur case blanche d7 · Pion noir sur case noire g7 · Pion noir sur case noire b6 · Pion noir sur case noire c5 · Tour noire sur case blanche f5 · Pion blanc sur case blanche c4 · Roi blanc sur case noire e3 · Pion blanc sur case blanche a2 · Pion blanc sur case noire b2 · Pion blanc sur case noire f2 · Tour noire sur case noire h2 | Roi noir sur case blanche c8 · Pion noir sur case noire a7 · Tour blanche sur case blanche b7 · Tour blanche sur case blanche d7 · Pion noir sur case noire g7 · Pion noir sur case noire b6 · Pion noir sur case noire c5 · Tour noire sur case blanche f5 · Pion blanc sur case blanche c4 · Roi blanc sur case noire e3 · Pion blanc sur case blanche a2 · Pion blanc sur case noire b2 · Pion blanc sur case noire f2 · Tour noire sur case noire h2 | Roi noir sur case blanche c8 · Pion noir sur case noire a7 · Tour blanche sur case blanche b7 · Tour blanche sur case blanche d7 · Pion noir sur case noire g7 · Pion noir sur case noire b6 · Pion noir sur case noire c5 · Tour noire sur case blanche f5 · Pion blanc sur case blanche c4 · Roi blanc sur case noire e3 · Pion blanc sur case blanche a2 · Pion blanc sur case noire b2 · Pion blanc sur case noire f2 · Tour noire sur case noire h2 | Roi noir sur case blanche c8 · Pion noir sur case noire a7 · Tour blanche sur case blanche b7 · Tour blanche sur case blanche d7 · Pion noir sur case noire g7 · Pion noir sur case noire b6 · Pion noir sur case noire c5 · Tour noire sur case blanche f5 · Pion blanc sur case blanche c4 · Roi blanc sur case noire e3 · Pion blanc sur case blanche a2 · Pion blanc sur case noire b2 · Pion blanc sur case noire f2 · Tour noire sur case noire h2 | Roi noir sur case blanche c8 · Pion noir sur case noire a7 · Tour blanche sur case blanche b7 · Tour blanche sur case blanche d7 · Pion noir sur case noire g7 · Pion noir sur case noire b6 · Pion noir sur case noire c5 · Tour noire sur case blanche f5 · Pion blanc sur case blanche c4 · Roi blanc sur case noire e3 · Pion blanc sur case blanche a2 · Pion blanc sur case noire b2 · Pion blanc sur case noire f2 · Tour noire sur case noire h2 | Roi noir sur case blanche c8 · Pion noir sur case noire a7 · Tour blanche sur case blanche b7 · Tour blanche sur case blanche d7 · Pion noir sur case noire g7 · Pion noir sur case noire b6 · Pion noir sur case noire c5 · Tour noire sur case blanche f5 · Pion blanc sur case blanche c4 · Roi blanc sur case noire e3 · Pion blanc sur case blanche a2 · Pion blanc sur case noire b2 · Pion blanc sur case noire f2 · Tour noire sur case noire h2 | 8 |
| 7 | Roi noir sur case blanche c8 · Pion noir sur case noire a7 · Tour blanche sur case blanche b7 · Tour blanche sur case blanche d7 · Pion noir sur case noire g7 · Pion noir sur case noire b6 · Pion noir sur case noire c5 · Tour noire sur case blanche f5 · Pion blanc sur case blanche c4 · Roi blanc sur case noire e3 · Pion blanc sur case blanche a2 · Pion blanc sur case noire b2 · Pion blanc sur case noire f2 · Tour noire sur case noire h2 | Roi noir sur case blanche c8 · Pion noir sur case noire a7 · Tour blanche sur case blanche b7 · Tour blanche sur case blanche d7 · Pion noir sur case noire g7 · Pion noir sur case noire b6 · Pion noir sur case noire c5 · Tour noire sur case blanche f5 · Pion blanc sur case blanche c4 · Roi blanc sur case noire e3 · Pion blanc sur case blanche a2 · Pion blanc sur case noire b2 · Pion blanc sur case noire f2 · Tour noire sur case noire h2 | Roi noir sur case blanche c8 · Pion noir sur case noire a7 · Tour blanche sur case blanche b7 · Tour blanche sur case blanche d7 · Pion noir sur case noire g7 · Pion noir sur case noire b6 · Pion noir sur case noire c5 · Tour noire sur case blanche f5 · Pion blanc sur case blanche c4 · Roi blanc sur case noire e3 · Pion blanc sur case blanche a2 · Pion blanc sur case noire b2 · Pion blanc sur case noire f2 · Tour noire sur case noire h2 | Roi noir sur case blanche c8 · Pion noir sur case noire a7 · Tour blanche sur case blanche b7 · Tour blanche sur case blanche d7 · Pion noir sur case noire g7 · Pion noir sur case noire b6 · Pion noir sur case noire c5 · Tour noire sur case blanche f5 · Pion blanc sur case blanche c4 · Roi blanc sur case noire e3 · Pion blanc sur case blanche a2 · Pion blanc sur case noire b2 · Pion blanc sur case noire f2 · Tour noire sur case noire h2 | Roi noir sur case blanche c8 · Pion noir sur case noire a7 · Tour blanche sur case blanche b7 · Tour blanche sur case blanche d7 · Pion noir sur case noire g7 · Pion noir sur case noire b6 · Pion noir sur case noire c5 · Tour noire sur case blanche f5 · Pion blanc sur case blanche c4 · Roi blanc sur case noire e3 · Pion blanc sur case blanche a2 · Pion blanc sur case noire b2 · Pion blanc sur case noire f2 · Tour noire sur case noire h2 | Roi noir sur case blanche c8 · Pion noir sur case noire a7 · Tour blanche sur case blanche b7 · Tour blanche sur case blanche d7 · Pion noir sur case noire g7 · Pion noir sur case noire b6 · Pion noir sur case noire c5 · Tour noire sur case blanche f5 · Pion blanc sur case blanche c4 · Roi blanc sur case noire e3 · Pion blanc sur case blanche a2 · Pion blanc sur case noire b2 · Pion blanc sur case noire f2 · Tour noire sur case noire h2 | Roi noir sur case blanche c8 · Pion noir sur case noire a7 · Tour blanche sur case blanche b7 · Tour blanche sur case blanche d7 · Pion noir sur case noire g7 · Pion noir sur case noire b6 · Pion noir sur case noire c5 · Tour noire sur case blanche f5 · Pion blanc sur case blanche c4 · Roi blanc sur case noire e3 · Pion blanc sur case blanche a2 · Pion blanc sur case noire b2 · Pion blanc sur case noire f2 · Tour noire sur case noire h2 | Roi noir sur case blanche c8 · Pion noir sur case noire a7 · Tour blanche sur case blanche b7 · Tour blanche sur case blanche d7 · Pion noir sur case noire g7 · Pion noir sur case noire b6 · Pion noir sur case noire c5 · Tour noire sur case blanche f5 · Pion blanc sur case blanche c4 · Roi blanc sur case noire e3 · Pion blanc sur case blanche a2 · Pion blanc sur case noire b2 · Pion blanc sur case noire f2 · Tour noire sur case noire h2 | 7 |
| 6 | Roi noir sur case blanche c8 · Pion noir sur case noire a7 · Tour blanche sur case blanche b7 · Tour blanche sur case blanche d7 · Pion noir sur case noire g7 · Pion noir sur case noire b6 · Pion noir sur case noire c5 · Tour noire sur case blanche f5 · Pion blanc sur case blanche c4 · Roi blanc sur case noire e3 · Pion blanc sur case blanche a2 · Pion blanc sur case noire b2 · Pion blanc sur case noire f2 · Tour noire sur case noire h2 | Roi noir sur case blanche c8 · Pion noir sur case noire a7 · Tour blanche sur case blanche b7 · Tour blanche sur case blanche d7 · Pion noir sur case noire g7 · Pion noir sur case noire b6 · Pion noir sur case noire c5 · Tour noire sur case blanche f5 · Pion blanc sur case blanche c4 · Roi blanc sur case noire e3 · Pion blanc sur case blanche a2 · Pion blanc sur case noire b2 · Pion blanc sur case noire f2 · Tour noire sur case noire h2 | Roi noir sur case blanche c8 · Pion noir sur case noire a7 · Tour blanche sur case blanche b7 · Tour blanche sur case blanche d7 · Pion noir sur case noire g7 · Pion noir sur case noire b6 · Pion noir sur case noire c5 · Tour noire sur case blanche f5 · Pion blanc sur case blanche c4 · Roi blanc sur case noire e3 · Pion blanc sur case blanche a2 · Pion blanc sur case noire b2 · Pion blanc sur case noire f2 · Tour noire sur case noire h2 | Roi noir sur case blanche c8 · Pion noir sur case noire a7 · Tour blanche sur case blanche b7 · Tour blanche sur case blanche d7 · Pion noir sur case noire g7 · Pion noir sur case noire b6 · Pion noir sur case noire c5 · Tour noire sur case blanche f5 · Pion blanc sur case blanche c4 · Roi blanc sur case noire e3 · Pion blanc sur case blanche a2 · Pion blanc sur case noire b2 · Pion blanc sur case noire f2 · Tour noire sur case noire h2 | Roi noir sur case blanche c8 · Pion noir sur case noire a7 · Tour blanche sur case blanche b7 · Tour blanche sur case blanche d7 · Pion noir sur case noire g7 · Pion noir sur case noire b6 · Pion noir sur case noire c5 · Tour noire sur case blanche f5 · Pion blanc sur case blanche c4 · Roi blanc sur case noire e3 · Pion blanc sur case blanche a2 · Pion blanc sur case noire b2 · Pion blanc sur case noire f2 · Tour noire sur case noire h2 | Roi noir sur case blanche c8 · Pion noir sur case noire a7 · Tour blanche sur case blanche b7 · Tour blanche sur case blanche d7 · Pion noir sur case noire g7 · Pion noir sur case noire b6 · Pion noir sur case noire c5 · Tour noire sur case blanche f5 · Pion blanc sur case blanche c4 · Roi blanc sur case noire e3 · Pion blanc sur case blanche a2 · Pion blanc sur case noire b2 · Pion blanc sur case noire f2 · Tour noire sur case noire h2 | Roi noir sur case blanche c8 · Pion noir sur case noire a7 · Tour blanche sur case blanche b7 · Tour blanche sur case blanche d7 · Pion noir sur case noire g7 · Pion noir sur case noire b6 · Pion noir sur case noire c5 · Tour noire sur case blanche f5 · Pion blanc sur case blanche c4 · Roi blanc sur case noire e3 · Pion blanc sur case blanche a2 · Pion blanc sur case noire b2 · Pion blanc sur case noire f2 · Tour noire sur case noire h2 | Roi noir sur case blanche c8 · Pion noir sur case noire a7 · Tour blanche sur case blanche b7 · Tour blanche sur case blanche d7 · Pion noir sur case noire g7 · Pion noir sur case noire b6 · Pion noir sur case noire c5 · Tour noire sur case blanche f5 · Pion blanc sur case blanche c4 · Roi blanc sur case noire e3 · Pion blanc sur case blanche a2 · Pion blanc sur case noire b2 · Pion blanc sur case noire f2 · Tour noire sur case noire h2 | 6 |
| 5 | Roi noir sur case blanche c8 · Pion noir sur case noire a7 · Tour blanche sur case blanche b7 · Tour blanche sur case blanche d7 · Pion noir sur case noire g7 · Pion noir sur case noire b6 · Pion noir sur case noire c5 · Tour noire sur case blanche f5 · Pion blanc sur case blanche c4 · Roi blanc sur case noire e3 · Pion blanc sur case blanche a2 · Pion blanc sur case noire b2 · Pion blanc sur case noire f2 · Tour noire sur case noire h2 | Roi noir sur case blanche c8 · Pion noir sur case noire a7 · Tour blanche sur case blanche b7 · Tour blanche sur case blanche d7 · Pion noir sur case noire g7 · Pion noir sur case noire b6 · Pion noir sur case noire c5 · Tour noire sur case blanche f5 · Pion blanc sur case blanche c4 · Roi blanc sur case noire e3 · Pion blanc sur case blanche a2 · Pion blanc sur case noire b2 · Pion blanc sur case noire f2 · Tour noire sur case noire h2 | Roi noir sur case blanche c8 · Pion noir sur case noire a7 · Tour blanche sur case blanche b7 · Tour blanche sur case blanche d7 · Pion noir sur case noire g7 · Pion noir sur case noire b6 · Pion noir sur case noire c5 · Tour noire sur case blanche f5 · Pion blanc sur case blanche c4 · Roi blanc sur case noire e3 · Pion blanc sur case blanche a2 · Pion blanc sur case noire b2 · Pion blanc sur case noire f2 · Tour noire sur case noire h2 | Roi noir sur case blanche c8 · Pion noir sur case noire a7 · Tour blanche sur case blanche b7 · Tour blanche sur case blanche d7 · Pion noir sur case noire g7 · Pion noir sur case noire b6 · Pion noir sur case noire c5 · Tour noire sur case blanche f5 · Pion blanc sur case blanche c4 · Roi blanc sur case noire e3 · Pion blanc sur case blanche a2 · Pion blanc sur case noire b2 · Pion blanc sur case noire f2 · Tour noire sur case noire h2 | Roi noir sur case blanche c8 · Pion noir sur case noire a7 · Tour blanche sur case blanche b7 · Tour blanche sur case blanche d7 · Pion noir sur case noire g7 · Pion noir sur case noire b6 · Pion noir sur case noire c5 · Tour noire sur case blanche f5 · Pion blanc sur case blanche c4 · Roi blanc sur case noire e3 · Pion blanc sur case blanche a2 · Pion blanc sur case noire b2 · Pion blanc sur case noire f2 · Tour noire sur case noire h2 | Roi noir sur case blanche c8 · Pion noir sur case noire a7 · Tour blanche sur case blanche b7 · Tour blanche sur case blanche d7 · Pion noir sur case noire g7 · Pion noir sur case noire b6 · Pion noir sur case noire c5 · Tour noire sur case blanche f5 · Pion blanc sur case blanche c4 · Roi blanc sur case noire e3 · Pion blanc sur case blanche a2 · Pion blanc sur case noire b2 · Pion blanc sur case noire f2 · Tour noire sur case noire h2 | Roi noir sur case blanche c8 · Pion noir sur case noire a7 · Tour blanche sur case blanche b7 · Tour blanche sur case blanche d7 · Pion noir sur case noire g7 · Pion noir sur case noire b6 · Pion noir sur case noire c5 · Tour noire sur case blanche f5 · Pion blanc sur case blanche c4 · Roi blanc sur case noire e3 · Pion blanc sur case blanche a2 · Pion blanc sur case noire b2 · Pion blanc sur case noire f2 · Tour noire sur case noire h2 | Roi noir sur case blanche c8 · Pion noir sur case noire a7 · Tour blanche sur case blanche b7 · Tour blanche sur case blanche d7 · Pion noir sur case noire g7 · Pion noir sur case noire b6 · Pion noir sur case noire c5 · Tour noire sur case blanche f5 · Pion blanc sur case blanche c4 · Roi blanc sur case noire e3 · Pion blanc sur case blanche a2 · Pion blanc sur case noire b2 · Pion blanc sur case noire f2 · Tour noire sur case noire h2 | 5 |
| 4 | Roi noir sur case blanche c8 · Pion noir sur case noire a7 · Tour blanche sur case blanche b7 · Tour blanche sur case blanche d7 · Pion noir sur case noire g7 · Pion noir sur case noire b6 · Pion noir sur case noire c5 · Tour noire sur case blanche f5 · Pion blanc sur case blanche c4 · Roi blanc sur case noire e3 · Pion blanc sur case blanche a2 · Pion blanc sur case noire b2 · Pion blanc sur case noire f2 · Tour noire sur case noire h2 | Roi noir sur case blanche c8 · Pion noir sur case noire a7 · Tour blanche sur case blanche b7 · Tour blanche sur case blanche d7 · Pion noir sur case noire g7 · Pion noir sur case noire b6 · Pion noir sur case noire c5 · Tour noire sur case blanche f5 · Pion blanc sur case blanche c4 · Roi blanc sur case noire e3 · Pion blanc sur case blanche a2 · Pion blanc sur case noire b2 · Pion blanc sur case noire f2 · Tour noire sur case noire h2 | Roi noir sur case blanche c8 · Pion noir sur case noire a7 · Tour blanche sur case blanche b7 · Tour blanche sur case blanche d7 · Pion noir sur case noire g7 · Pion noir sur case noire b6 · Pion noir sur case noire c5 · Tour noire sur case blanche f5 · Pion blanc sur case blanche c4 · Roi blanc sur case noire e3 · Pion blanc sur case blanche a2 · Pion blanc sur case noire b2 · Pion blanc sur case noire f2 · Tour noire sur case noire h2 | Roi noir sur case blanche c8 · Pion noir sur case noire a7 · Tour blanche sur case blanche b7 · Tour blanche sur case blanche d7 · Pion noir sur case noire g7 · Pion noir sur case noire b6 · Pion noir sur case noire c5 · Tour noire sur case blanche f5 · Pion blanc sur case blanche c4 · Roi blanc sur case noire e3 · Pion blanc sur case blanche a2 · Pion blanc sur case noire b2 · Pion blanc sur case noire f2 · Tour noire sur case noire h2 | Roi noir sur case blanche c8 · Pion noir sur case noire a7 · Tour blanche sur case blanche b7 · Tour blanche sur case blanche d7 · Pion noir sur case noire g7 · Pion noir sur case noire b6 · Pion noir sur case noire c5 · Tour noire sur case blanche f5 · Pion blanc sur case blanche c4 · Roi blanc sur case noire e3 · Pion blanc sur case blanche a2 · Pion blanc sur case noire b2 · Pion blanc sur case noire f2 · Tour noire sur case noire h2 | Roi noir sur case blanche c8 · Pion noir sur case noire a7 · Tour blanche sur case blanche b7 · Tour blanche sur case blanche d7 · Pion noir sur case noire g7 · Pion noir sur case noire b6 · Pion noir sur case noire c5 · Tour noire sur case blanche f5 · Pion blanc sur case blanche c4 · Roi blanc sur case noire e3 · Pion blanc sur case blanche a2 · Pion blanc sur case noire b2 · Pion blanc sur case noire f2 · Tour noire sur case noire h2 | Roi noir sur case blanche c8 · Pion noir sur case noire a7 · Tour blanche sur case blanche b7 · Tour blanche sur case blanche d7 · Pion noir sur case noire g7 · Pion noir sur case noire b6 · Pion noir sur case noire c5 · Tour noire sur case blanche f5 · Pion blanc sur case blanche c4 · Roi blanc sur case noire e3 · Pion blanc sur case blanche a2 · Pion blanc sur case noire b2 · Pion blanc sur case noire f2 · Tour noire sur case noire h2 | Roi noir sur case blanche c8 · Pion noir sur case noire a7 · Tour blanche sur case blanche b7 · Tour blanche sur case blanche d7 · Pion noir sur case noire g7 · Pion noir sur case noire b6 · Pion noir sur case noire c5 · Tour noire sur case blanche f5 · Pion blanc sur case blanche c4 · Roi blanc sur case noire e3 · Pion blanc sur case blanche a2 · Pion blanc sur case noire b2 · Pion blanc sur case noire f2 · Tour noire sur case noire h2 | 4 |
| 3 | Roi noir sur case blanche c8 · Pion noir sur case noire a7 · Tour blanche sur case blanche b7 · Tour blanche sur case blanche d7 · Pion noir sur case noire g7 · Pion noir sur case noire b6 · Pion noir sur case noire c5 · Tour noire sur case blanche f5 · Pion blanc sur case blanche c4 · Roi blanc sur case noire e3 · Pion blanc sur case blanche a2 · Pion blanc sur case noire b2 · Pion blanc sur case noire f2 · Tour noire sur case noire h2 | Roi noir sur case blanche c8 · Pion noir sur case noire a7 · Tour blanche sur case blanche b7 · Tour blanche sur case blanche d7 · Pion noir sur case noire g7 · Pion noir sur case noire b6 · Pion noir sur case noire c5 · Tour noire sur case blanche f5 · Pion blanc sur case blanche c4 · Roi blanc sur case noire e3 · Pion blanc sur case blanche a2 · Pion blanc sur case noire b2 · Pion blanc sur case noire f2 · Tour noire sur case noire h2 | Roi noir sur case blanche c8 · Pion noir sur case noire a7 · Tour blanche sur case blanche b7 · Tour blanche sur case blanche d7 · Pion noir sur case noire g7 · Pion noir sur case noire b6 · Pion noir sur case noire c5 · Tour noire sur case blanche f5 · Pion blanc sur case blanche c4 · Roi blanc sur case noire e3 · Pion blanc sur case blanche a2 · Pion blanc sur case noire b2 · Pion blanc sur case noire f2 · Tour noire sur case noire h2 | Roi noir sur case blanche c8 · Pion noir sur case noire a7 · Tour blanche sur case blanche b7 · Tour blanche sur case blanche d7 · Pion noir sur case noire g7 · Pion noir sur case noire b6 · Pion noir sur case noire c5 · Tour noire sur case blanche f5 · Pion blanc sur case blanche c4 · Roi blanc sur case noire e3 · Pion blanc sur case blanche a2 · Pion blanc sur case noire b2 · Pion blanc sur case noire f2 · Tour noire sur case noire h2 | Roi noir sur case blanche c8 · Pion noir sur case noire a7 · Tour blanche sur case blanche b7 · Tour blanche sur case blanche d7 · Pion noir sur case noire g7 · Pion noir sur case noire b6 · Pion noir sur case noire c5 · Tour noire sur case blanche f5 · Pion blanc sur case blanche c4 · Roi blanc sur case noire e3 · Pion blanc sur case blanche a2 · Pion blanc sur case noire b2 · Pion blanc sur case noire f2 · Tour noire sur case noire h2 | Roi noir sur case blanche c8 · Pion noir sur case noire a7 · Tour blanche sur case blanche b7 · Tour blanche sur case blanche d7 · Pion noir sur case noire g7 · Pion noir sur case noire b6 · Pion noir sur case noire c5 · Tour noire sur case blanche f5 · Pion blanc sur case blanche c4 · Roi blanc sur case noire e3 · Pion blanc sur case blanche a2 · Pion blanc sur case noire b2 · Pion blanc sur case noire f2 · Tour noire sur case noire h2 | Roi noir sur case blanche c8 · Pion noir sur case noire a7 · Tour blanche sur case blanche b7 · Tour blanche sur case blanche d7 · Pion noir sur case noire g7 · Pion noir sur case noire b6 · Pion noir sur case noire c5 · Tour noire sur case blanche f5 · Pion blanc sur case blanche c4 · Roi blanc sur case noire e3 · Pion blanc sur case blanche a2 · Pion blanc sur case noire b2 · Pion blanc sur case noire f2 · Tour noire sur case noire h2 | Roi noir sur case blanche c8 · Pion noir sur case noire a7 · Tour blanche sur case blanche b7 · Tour blanche sur case blanche d7 · Pion noir sur case noire g7 · Pion noir sur case noire b6 · Pion noir sur case noire c5 · Tour noire sur case blanche f5 · Pion blanc sur case blanche c4 · Roi blanc sur case noire e3 · Pion blanc sur case blanche a2 · Pion blanc sur case noire b2 · Pion blanc sur case noire f2 · Tour noire sur case noire h2 | 3 |
| 2 | Roi noir sur case blanche c8 · Pion noir sur case noire a7 · Tour blanche sur case blanche b7 · Tour blanche sur case blanche d7 · Pion noir sur case noire g7 · Pion noir sur case noire b6 · Pion noir sur case noire c5 · Tour noire sur case blanche f5 · Pion blanc sur case blanche c4 · Roi blanc sur case noire e3 · Pion blanc sur case blanche a2 · Pion blanc sur case noire b2 · Pion blanc sur case noire f2 · Tour noire sur case noire h2 | Roi noir sur case blanche c8 · Pion noir sur case noire a7 · Tour blanche sur case blanche b7 · Tour blanche sur case blanche d7 · Pion noir sur case noire g7 · Pion noir sur case noire b6 · Pion noir sur case noire c5 · Tour noire sur case blanche f5 · Pion blanc sur case blanche c4 · Roi blanc sur case noire e3 · Pion blanc sur case blanche a2 · Pion blanc sur case noire b2 · Pion blanc sur case noire f2 · Tour noire sur case noire h2 | Roi noir sur case blanche c8 · Pion noir sur case noire a7 · Tour blanche sur case blanche b7 · Tour blanche sur case blanche d7 · Pion noir sur case noire g7 · Pion noir sur case noire b6 · Pion noir sur case noire c5 · Tour noire sur case blanche f5 · Pion blanc sur case blanche c4 · Roi blanc sur case noire e3 · Pion blanc sur case blanche a2 · Pion blanc sur case noire b2 · Pion blanc sur case noire f2 · Tour noire sur case noire h2 | Roi noir sur case blanche c8 · Pion noir sur case noire a7 · Tour blanche sur case blanche b7 · Tour blanche sur case blanche d7 · Pion noir sur case noire g7 · Pion noir sur case noire b6 · Pion noir sur case noire c5 · Tour noire sur case blanche f5 · Pion blanc sur case blanche c4 · Roi blanc sur case noire e3 · Pion blanc sur case blanche a2 · Pion blanc sur case noire b2 · Pion blanc sur case noire f2 · Tour noire sur case noire h2 | Roi noir sur case blanche c8 · Pion noir sur case noire a7 · Tour blanche sur case blanche b7 · Tour blanche sur case blanche d7 · Pion noir sur case noire g7 · Pion noir sur case noire b6 · Pion noir sur case noire c5 · Tour noire sur case blanche f5 · Pion blanc sur case blanche c4 · Roi blanc sur case noire e3 · Pion blanc sur case blanche a2 · Pion blanc sur case noire b2 · Pion blanc sur case noire f2 · Tour noire sur case noire h2 | Roi noir sur case blanche c8 · Pion noir sur case noire a7 · Tour blanche sur case blanche b7 · Tour blanche sur case blanche d7 · Pion noir sur case noire g7 · Pion noir sur case noire b6 · Pion noir sur case noire c5 · Tour noire sur case blanche f5 · Pion blanc sur case blanche c4 · Roi blanc sur case noire e3 · Pion blanc sur case blanche a2 · Pion blanc sur case noire b2 · Pion blanc sur case noire f2 · Tour noire sur case noire h2 | Roi noir sur case blanche c8 · Pion noir sur case noire a7 · Tour blanche sur case blanche b7 · Tour blanche sur case blanche d7 · Pion noir sur case noire g7 · Pion noir sur case noire b6 · Pion noir sur case noire c5 · Tour noire sur case blanche f5 · Pion blanc sur case blanche c4 · Roi blanc sur case noire e3 · Pion blanc sur case blanche a2 · Pion blanc sur case noire b2 · Pion blanc sur case noire f2 · Tour noire sur case noire h2 | Roi noir sur case blanche c8 · Pion noir sur case noire a7 · Tour blanche sur case blanche b7 · Tour blanche sur case blanche d7 · Pion noir sur case noire g7 · Pion noir sur case noire b6 · Pion noir sur case noire c5 · Tour noire sur case blanche f5 · Pion blanc sur case blanche c4 · Roi blanc sur case noire e3 · Pion blanc sur case blanche a2 · Pion blanc sur case noire b2 · Pion blanc sur case noire f2 · Tour noire sur case noire h2 | 2 |
| 1 | Roi noir sur case blanche c8 · Pion noir sur case noire a7 · Tour blanche sur case blanche b7 · Tour blanche sur case blanche d7 · Pion noir sur case noire g7 · Pion noir sur case noire b6 · Pion noir sur case noire c5 · Tour noire sur case blanche f5 · Pion blanc sur case blanche c4 · Roi blanc sur case noire e3 · Pion blanc sur case blanche a2 · Pion blanc sur case noire b2 · Pion blanc sur case noire f2 · Tour noire sur case noire h2 | Roi noir sur case blanche c8 · Pion noir sur case noire a7 · Tour blanche sur case blanche b7 · Tour blanche sur case blanche d7 · Pion noir sur case noire g7 · Pion noir sur case noire b6 · Pion noir sur case noire c5 · Tour noire sur case blanche f5 · Pion blanc sur case blanche c4 · Roi blanc sur case noire e3 · Pion blanc sur case blanche a2 · Pion blanc sur case noire b2 · Pion blanc sur case noire f2 · Tour noire sur case noire h2 | Roi noir sur case blanche c8 · Pion noir sur case noire a7 · Tour blanche sur case blanche b7 · Tour blanche sur case blanche d7 · Pion noir sur case noire g7 · Pion noir sur case noire b6 · Pion noir sur case noire c5 · Tour noire sur case blanche f5 · Pion blanc sur case blanche c4 · Roi blanc sur case noire e3 · Pion blanc sur case blanche a2 · Pion blanc sur case noire b2 · Pion blanc sur case noire f2 · Tour noire sur case noire h2 | Roi noir sur case blanche c8 · Pion noir sur case noire a7 · Tour blanche sur case blanche b7 · Tour blanche sur case blanche d7 · Pion noir sur case noire g7 · Pion noir sur case noire b6 · Pion noir sur case noire c5 · Tour noire sur case blanche f5 · Pion blanc sur case blanche c4 · Roi blanc sur case noire e3 · Pion blanc sur case blanche a2 · Pion blanc sur case noire b2 · Pion blanc sur case noire f2 · Tour noire sur case noire h2 | Roi noir sur case blanche c8 · Pion noir sur case noire a7 · Tour blanche sur case blanche b7 · Tour blanche sur case blanche d7 · Pion noir sur case noire g7 · Pion noir sur case noire b6 · Pion noir sur case noire c5 · Tour noire sur case blanche f5 · Pion blanc sur case blanche c4 · Roi blanc sur case noire e3 · Pion blanc sur case blanche a2 · Pion blanc sur case noire b2 · Pion blanc sur case noire f2 · Tour noire sur case noire h2 | Roi noir sur case blanche c8 · Pion noir sur case noire a7 · Tour blanche sur case blanche b7 · Tour blanche sur case blanche d7 · Pion noir sur case noire g7 · Pion noir sur case noire b6 · Pion noir sur case noire c5 · Tour noire sur case blanche f5 · Pion blanc sur case blanche c4 · Roi blanc sur case noire e3 · Pion blanc sur case blanche a2 · Pion blanc sur case noire b2 · Pion blanc sur case noire f2 · Tour noire sur case noire h2 | Roi noir sur case blanche c8 · Pion noir sur case noire a7 · Tour blanche sur case blanche b7 · Tour blanche sur case blanche d7 · Pion noir sur case noire g7 · Pion noir sur case noire b6 · Pion noir sur case noire c5 · Tour noire sur case blanche f5 · Pion blanc sur case blanche c4 · Roi blanc sur case noire e3 · Pion blanc sur case blanche a2 · Pion blanc sur case noire b2 · Pion blanc sur case noire f2 · Tour noire sur case noire h2 | Roi noir sur case blanche c8 · Pion noir sur case noire a7 · Tour blanche sur case blanche b7 · Tour blanche sur case blanche d7 · Pion noir sur case noire g7 · Pion noir sur case noire b6 · Pion noir sur case noire c5 · Tour noire sur case blanche f5 · Pion blanc sur case blanche c4 · Roi blanc sur case noire e3 · Pion blanc sur case blanche a2 · Pion blanc sur case noire b2 · Pion blanc sur case noire f2 · Tour noire sur case noire h2 | 1 |
|   | a | b | c | d | e | f | g | h |   |

En septembre 2002, lors du « Match Russie - Reste du monde », Judit Polgár gagne une partie contre le numéro 1 mondial Garry Kasparov. Elle est la première femme à battre Kasparov dans une partie.
La partie permit à l'équipe du « reste du monde » de s'imposer face aux Russes par 52 points à 48.
Le tournoi était joué en parties rapides de 25 minutes plus 10 secondes par coup. Polgár, avec les Blancs, remporta la partie grâce à un jeu positionnel exceptionnel. Kasparov, avec les Noirs, choisit la défense berlinoise au lieu de son habituelle sicilienne, et Polgár employa une ligne que Kasparov avait lui-même utilisée auparavant. Elle parvint à prendre possession des colonnes ouvertes au centre grâce à ses tours puis bloquer le roi de Kasparov sur la 8e rangée, arrivant dans une finale gagnante.
Judit Polgar (2681) - Garry Kasparov (2838)

« Match Russie - Reste du monde », Moscou (ronde 5), 9 septembre 2002

Partie espagnole, Défense berlinoise (code ECO : C67) :

1. e4 e5 2. Cf3 Cc6 3. Fb5 Cf6 4. O-O Cxe4 5. d4 Cd6 6. Fxc6 dxc6 7. dxe5 Cf5 8. Dxd8+ Rxd8 9. Cc3 h6 10. Td1+ Re8 11. h3 Fe7 12. Ce2 Ch4 13. Cxh4 Fxh4 14. Fe3 Ff5 15. Cd4 Fh7 16. g4 Fe7 17. Rg2 h5 18. Cf5 Ff8 19. Rf3 Fg6 20. Td2 hxg4+ 21. hxg4 Th3+ 22. Rg2 Th7 23. Rg3 f6 24. Ff4 Fxf5 25. gxf5 fxe5 26. Te1 Fd6 27. Fxe5 Rd7 28. c4 c5 29. Fxd6 cxd6 30. Te6 Tah8 31. Texd6+ Rc8 32. T2d5 Th3+ 33. Rg2 Th2+ 34. Rf3 T2h3+ 35. Re4 b6 36. Tc6+ Rb8 37. Td7 Th2 38. Re3 Tf8 39. Tcc7 Txf5 40. Tb7+ Rc8 (diagramme) 41. Tdc7+ Rd8 42. Txg7 Rc8 1-0. 

### Autres parties remarquables
- (en) Alexey Shirov vs. Judit Polgar, Buenos Aires ARG 1994 (0–1) — Défense sicilienne, variante Paulsen (B45).

Polgár utilise une nouveauté théorique pour casser le front de pions de Shirov. Elle utilisa seulement 48 minutes pour gagner cette partie.
- (en) Judit Polgár vs. Viswanathan Anand, Dos Hermanas 1999 (1–0) — Défense sicilienne, variante de Scheveningue (B90).

L'ancien entraîneur des sœurs Polgár, le maître international Tibor Károlyi (en), qualifia cette partie comme la plus belle jamais jouée par une femme,.
- (en) Judit Polgár vs. Ferenc Berkes, Hunguest Hotels Super Chess Tournament 2003 (1–0) — Défense française, variante classique (C11).

L'adversaire de Polgár craque pour un piège astucieux, s'attendant à ce qu'elle joue 14.Fxa8 (la tour noire en a8 est en prise) pour lui répondre par 14...g4!, mais celle-ci le devance et joue 14. g4!!.

## Ouvrages traduits en français
- Les leçons d'échecs de Judit Polgár, t. 1 : Comment j'ai battu le record de Fischer, Saint-Paul, Olibris, 2016, 429 p. (ISBN 978-2-916340-89-0).
- Les leçons d'échecs de Judit Polgár, t. 2 : En route pour le top 10, Saint-Paul, Olibris, 2017, 432 p. (ISBN 978-2-916340-95-1).
- Les leçons d'échecs de Judit Polgár, t. 3 : Dans la cour des grands, Saint-Paul, Olibris, 2019, 432 p. (ISBN 979-10-97140-12-0).